# The Chinese Parrot (film)
The Chinese Parrot è un film muto del 1927 diretto da Paul Leni. La sceneggiatura si basa su The Chinese Parrot, romanzo giallo di Earl Derr Biggers, pubblicato a Indianapolis nel 1926.
Fu il secondo film girato in America dal regista tedesco Paul Leni.

## Trama
Sally, la figlia di Randall, un ricco piantatore hawaiano, pur amando Philip Madden, è spinta dal padre a sposare Phillimore. Philip, dopo averle strappato dal collo un vezzo di preziose perle, le promette che un giorno riuscirà anche lui a comperarla. Passano vent'anni. Sally, rimasta vedova, si trova in difficoltà finanziarie e decide di vendere la collana a San Francisco. Affidando le perle a Chan, un investigatore cinese, Sally scopre che Madden, il suo vecchio fidanzato, sta contrattando l'acquisto con la clausola di consegnargli le perle nella sua casa nel deserto. Una banda, però, tiene prigioniero Madden e Jerry Delaney, uno dei malviventi, quando arrivano Sally e Robert Eden, il figlio del gioielliere, si fa passare per il padrone di casa. La collana passa di mano in mano mentre Chan svolge le sue indagini. Sarà un pappagallo cinese a districare la storia quando ripeterà quello che ha sentito durante il rapimento di Madden.

## Produzione
Il film fu prodotto dall'Universal Pictures.

## Distribuzione
Il copyright del film, richiesto dall'Universal, fu registrato il 24 agosto 1927 con il numero LP24331.
Distribuito dall'Universal Pictures e presentato da Carl Laemmle, il film uscì nelle sale cinematografiche statunitensi il 23 ottobre 1927.
Non si conoscono copie ancora esistenti della pellicola che viene considerata presumibilmente perduta.